# Leotia
Genre
Leotia est un genre de champignons ascomycètes de la famille des Leotiaceae et de l'ordre des Helotiales.

## Systématique
Le genre Leotia est établi par Christiaan Hendrik Persoon en 1794 avec L. lubrica comme espèce type. Il est caractérisé par des ascospores multiguttulées (c'est-à-dire comprenant plusieurs gouttes de lipide) et hyalines similaires à celles trouvées au sein de la famille des Geoglossaceae. Cependant, leur couleur et structure diffèrent de tous les autres genres de cette famille. Les études moléculaires des années 2000 ne sont pas parvenues à établir des relations phylogénétiques claires. En 1987, Erikson et Hawksworth acceptent 108 genres tandis que Lumbusch, et al. n'en acceptent que 6, les limites au sein des genres, familles et ordres n'étant pas bien définies ; le genre Leotia suivant cette logique.

### Synonymie
- Cucullaria Corda[6]
- Fungodaster Haller ex Kuntze[6]
- Hygromitra Nees[6]

Quelques espèces du genre Leotia
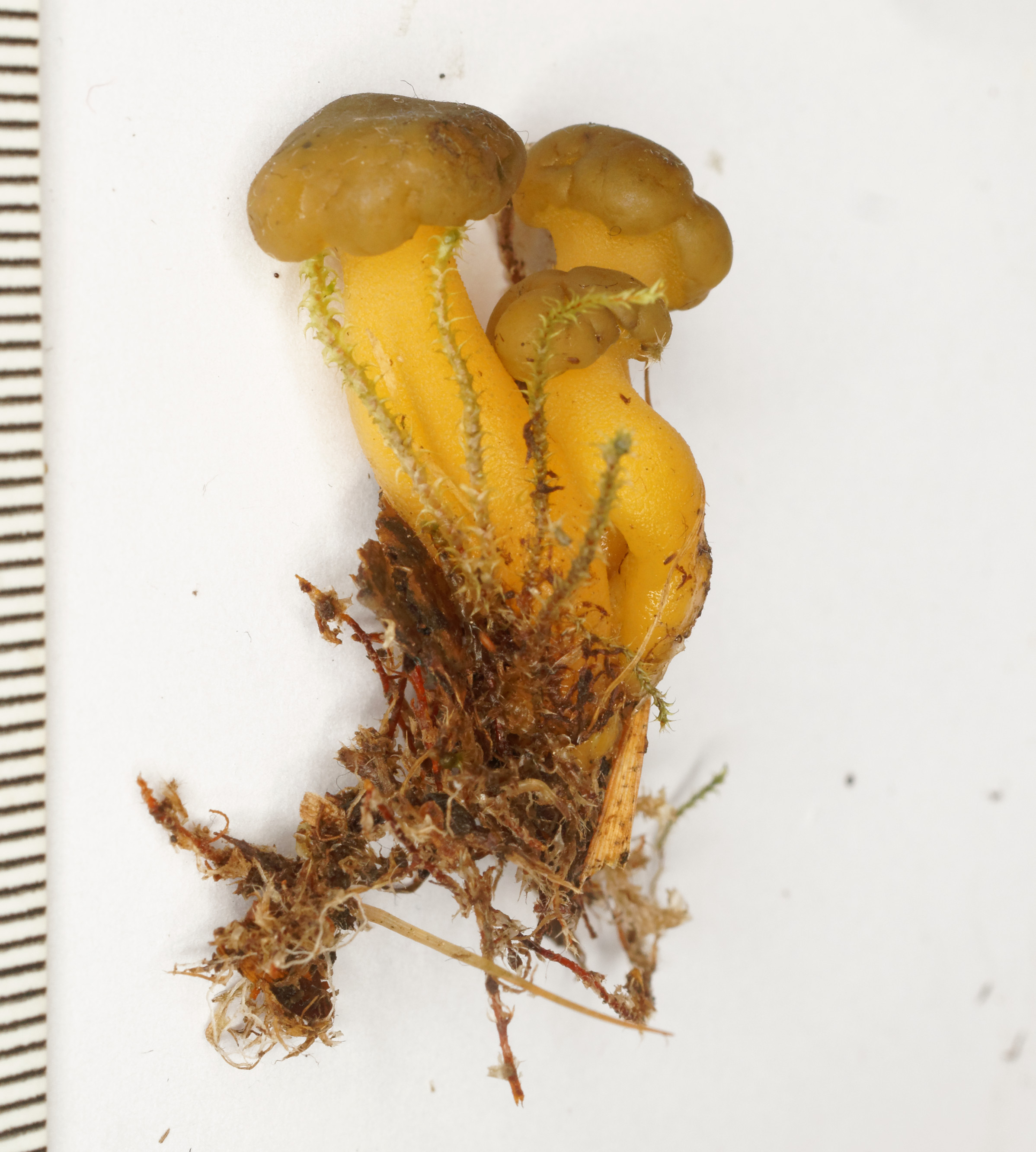
Leotia lubrica
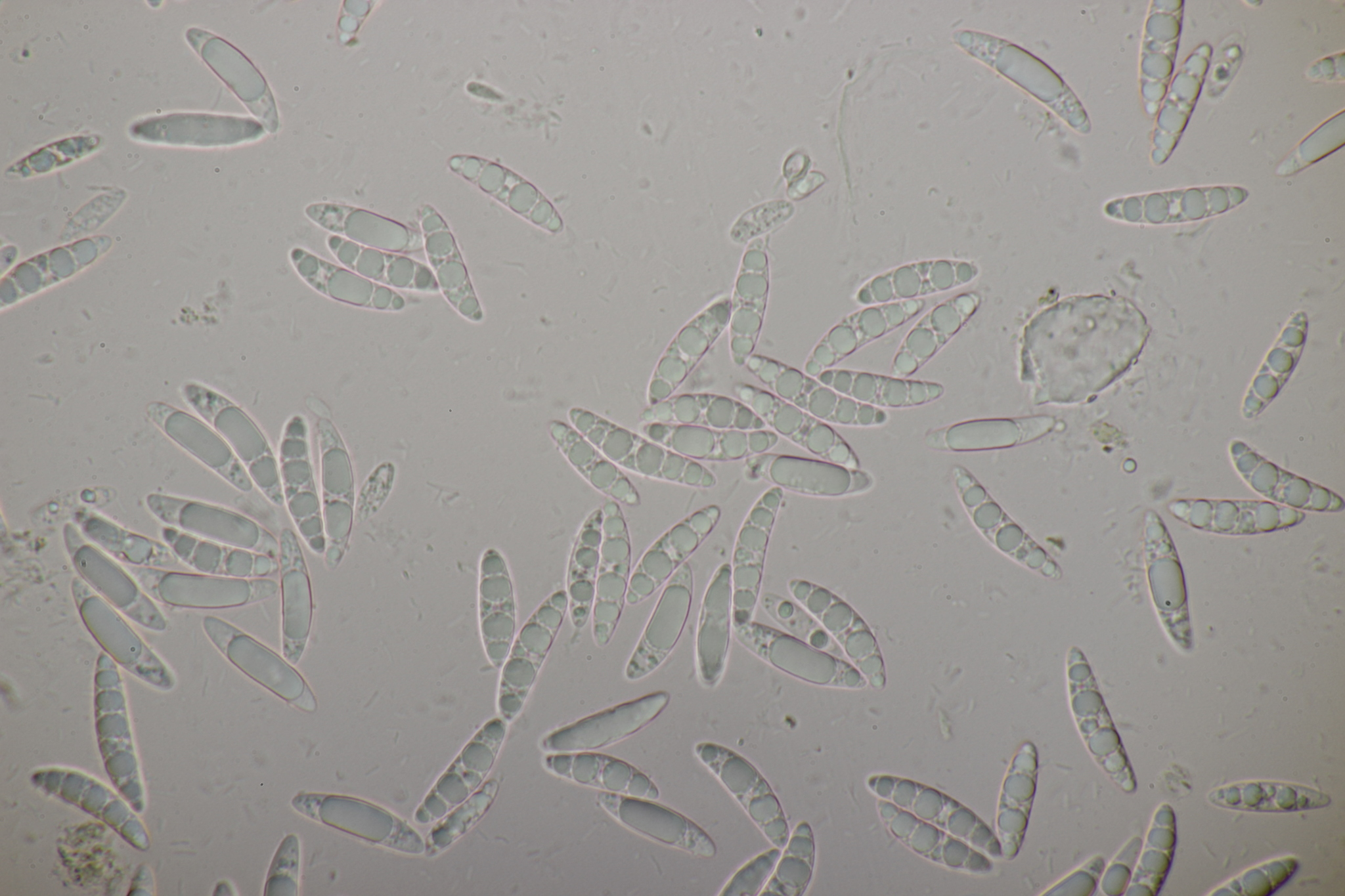
Leotia lubrica, ascospores multiguttulées
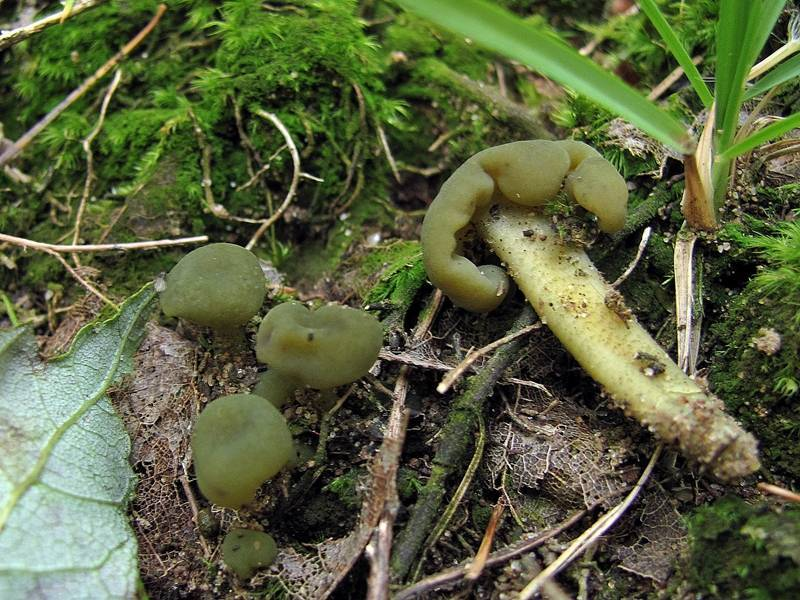
Leotia atrovirens
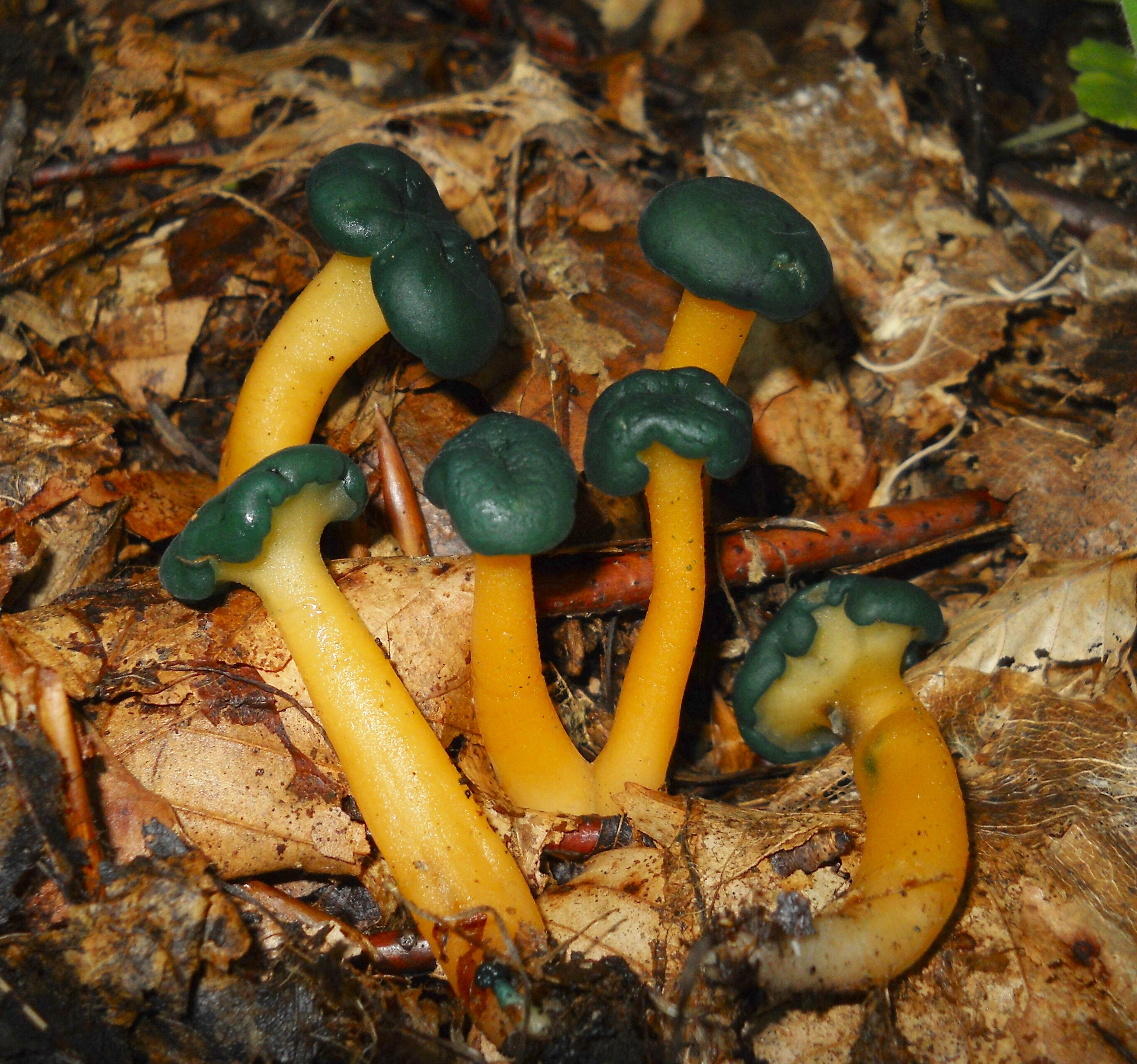
Leotia viscosa, un taxon considérée comme une variété ou un synonyme de L. lubrica

## Ensemble des espèces
Selon Index Fungorum (09 septembre 2021) :
- Leotia affinis Velen. 1934
- Leotia atra Weinm. 1856
- Leotia atrocyanea Velen. 1934
- Leotia atrovirens Pers. 1822
- Leotia batailleana Bres. 1908
- Leotia castanea Teng 1932
- Leotia chlorocephala Schwein. 1822
- Leotia cyanescens Velen. 1934
- Leotia gracilis F.L. Tai 1944
- Leotia gyromitriformis Bánhegyi 1939
- Leotia helvelloides (Corda) Sacc. 1910
- Leotia himalayensis Y. Otani 1982
- Leotia infundibuliformis (Schaeff.) Fr. 1818
- Leotia japonica Yasuda 1917
- Leotia kunmingensis F.L. Tai 1944
- Leotia lubrica (Scop.) Pers. 1797
- Leotia nana (With.) Fr. 1822
- Leotia nigra S. Ito & S. Imai 1932
- Leotia odorata Velen. 1934
- Leotia persoonii (Corda) Sacc. 1910
- Leotia punctipes Peck 1907
- Leotia rutilans (S. Imai & Minakata) S. Imai 1941
- Leotia tricolor Erler & Benedix 1955

## Les espèces présentes en France
Selon INPN (09 septembre 2021) :
- Leotia atrovirens Pers. : Fr.
- Leotia lubrica (Scop.) Pers. : Fr.
- Leotia marcida (Müller) Pers.
- Leotia nana (With.) Fr.
- Leotia platypoda (DC.) : Fr.
- Leotia tricolor Erler & Benedix 1955
- Leotia unctuosa (Batsch) Fr. 1822
- Leotia viscosa Fr., 1822